# Hod ha-Xaron
Hod ha-Xaron (en hebreu: הוד השרון‎) (àrab: هود هشارون) és una ciutat del Districte Central d'Israel. Segons l'Oficina Central d'Estadístiques d'Israel (OCEI), a finals de 2013 la ciutat tenia una població de 52.437 habitants. Declarat oficialment com a ciutat en 1990, Hod HaSharon va sorgir després de fondre's les quatre poblacions veïnes Magdiel, Hadar, Ramatayim i Ramat Hadar.